# František Xaver Šalda

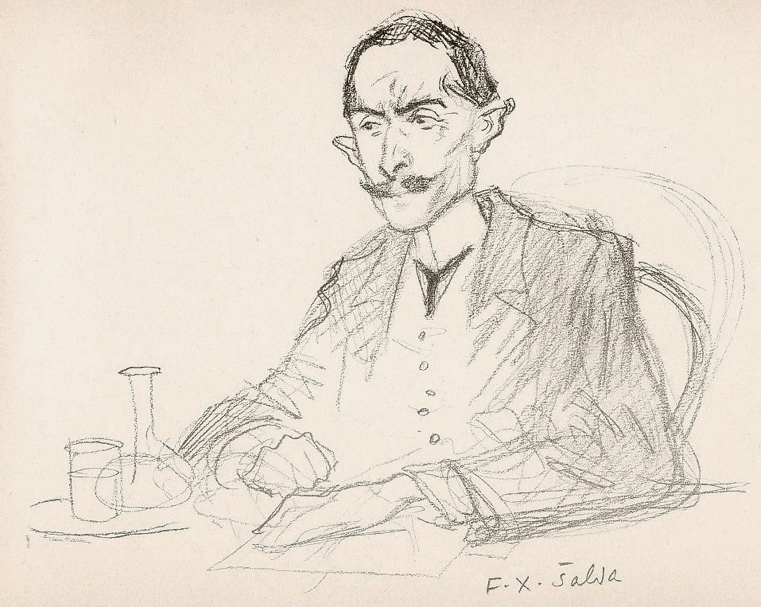
František Xaver Šalda na kresbě od Huga Boettingra

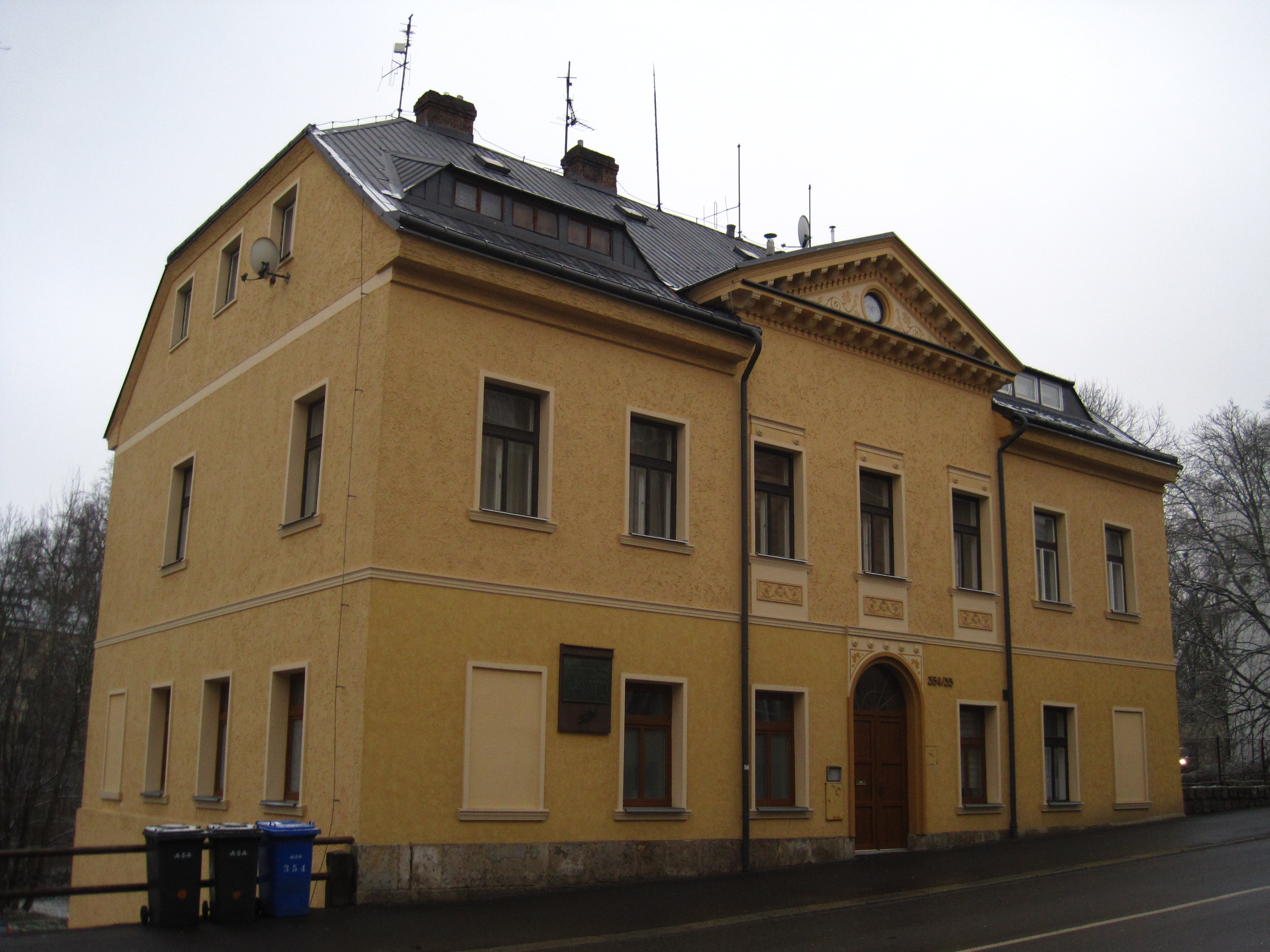
Liberec – Sokolská 354/33 (rodný dům F. X. Šaldy)

František Xaver Šalda (známý také jako F. X. Šalda; 22. prosince 1867 Liberec – 4. dubna 1937, Praha) byl český literární kritik, novinář a spisovatel.

## Životopis
Pokřtěný Franciscus Aloiysius Šalda se narodil v rodině poštovního oficiála Františka Šaldy a Marie rozené Kleinerové v Liberci. Rodina se s otcovou službou brzy přestěhovala do Čáslavi, kde František absolvoval obecnou školu a roku 1878 odjel do Prahy studovat Akademické gymnázium, bydlel tehdy u svého staršího bratra ve Vlašské ulici na Malé Straně. Po třech letech přestoupil na reálné gymnázium v Žitné ulici v Praze II. Dále studoval práva, ale studium nedokončil. V roce 1910 však obhájil na filosofické fakultě doktorát z umělecko-historické problematiky (s přihlédnutím ke dříve publikovaným textům z literární a umělecké kritiky).
Habilitoval se a od roku 1919 působil jako profesor románských literatur na Filozofické fakultě Univerzity Karlovy v Praze.
Vážné nervové onemocnění (mielitis traversa) jej trápilo od 80. let 19. století; stálé bolesti ovlivnily
také jeho kritický vztah k lidem a ke skutečnosti. Od roku 1899 mu částečné ochrnutí těla také omezovalo pohyb. Proto žil sám, kromě milostného vztahu k Růženě Svobodové bližší vztahy nenavazoval. Přátelským kontaktům v kulturním světě se ale nevyhýbal. Zemřel svobodný a bezdětný. Ve své závěti učinil generálním dědicem Jedličkův ústav pro zmrzačené děti. Přál si, aby se jeho vila rozezvučela smíchem a zpěvem drobných obyvatelů.

## Tvorba
Někdy bývá považován za vůdčí osobnost literární generace 90. let. Byl spoluautorem Manifestu České moderny.
V letech 1894–1908 psal pro redakci Ottova slovníku naučného hesla z české, německé, francouzské a anglické literatury a ze světového malířství.
Psal do mnoha časopisů (Literární rozhledy, Novina, Česká kultura, Kmen, Volné směry, Literární listy), kde se věnoval otázkám a problémům výtvarného umění, literatury, kultury i politiky.
Od roku 1925 vydával časopis Tvorba (časopis pro kritiku a umění; zajímavostí je, že na podzim 1928, tedy v době, kdy byl perzekvován komunistický tisk, předal časopis Juliu Fučíkovi, který jej s přestávkami řídil až do roku 1938). V letech 1928–1937 vydával Šaldův zápisník, ve kterém uveřejňoval především své umělecké kritiky a eseje, ale také básně, prózu a politickou publicistiku. Pohřben je na Hostivařském hřbitově.
| „               | Vedle T. G. Masaryka, tohoto universálního národního genia, který byl nejen duchovním vůdcem, ale i praktickým státníkem, úspěšnějším než kterýkoli z velikých zjevů českých dějin, vedle tohoto největšího syna národa, vůdčím zjevem našeho života kulturního a duchovního v současnosti byl F. X. Šalda. Po iniciálách Masarykových jsou to iniciály Šaldovy, které vzbuzují největší úctu, neboť jejich nositel zanechal národu jeden z nejcennějších odkazů duchovních. T. G. M. a F. X. Š. znamenají největší duchovní vypětí novodobého češství. | “ |
| — Frank Tetauer | |   |

## Dílo
Jeho dílo vyznačuje kritická reakce na pozitivismus. K nejdůležitějším inspiračním zdrojům tohoto frankofila patřilo křesťanství, vitalismus, Nietzscheho filosofie, dále literárně teoretické spisy některých francouzských autorů, kteří z původně pozitivistického východiska naznačovali meze striktně pozitivistického přístupu (Taine, Guyau, Hennequin, Thibaudet).
Největšího významu dosáhl ve svých pracích o literatuře, především v kritikách. Je považován za zakladatele české moderní kritiky. Byl pravděpodobně nejvýraznějším, nejoriginálnějším a nejlepším českým kritikem v meziválečném období.
Jeho kritiky pomohly prosadit se mladým umělcům (velmi rychle dovedl rozpoznat talent). Kriticky posuzoval i nepodařené sbírky básníků, jejichž jiných děl si vážil.
Požadoval, aby umění vycházelo ze života, bylo vnitřně pravdivé a neomezené žádnými ideologickými požadavky. Byl představitelem tzv. duchovědného směru: vycházel ze subjektivního osobního prožitku a zaujetí dílem, současně vysvětloval objektivní záležitosti literárních jevů.
Překládal také z francouzštiny a angličtiny, zredigoval dopisy Jaroslava Vrchlického a řídil Melantrichovu knižnici.

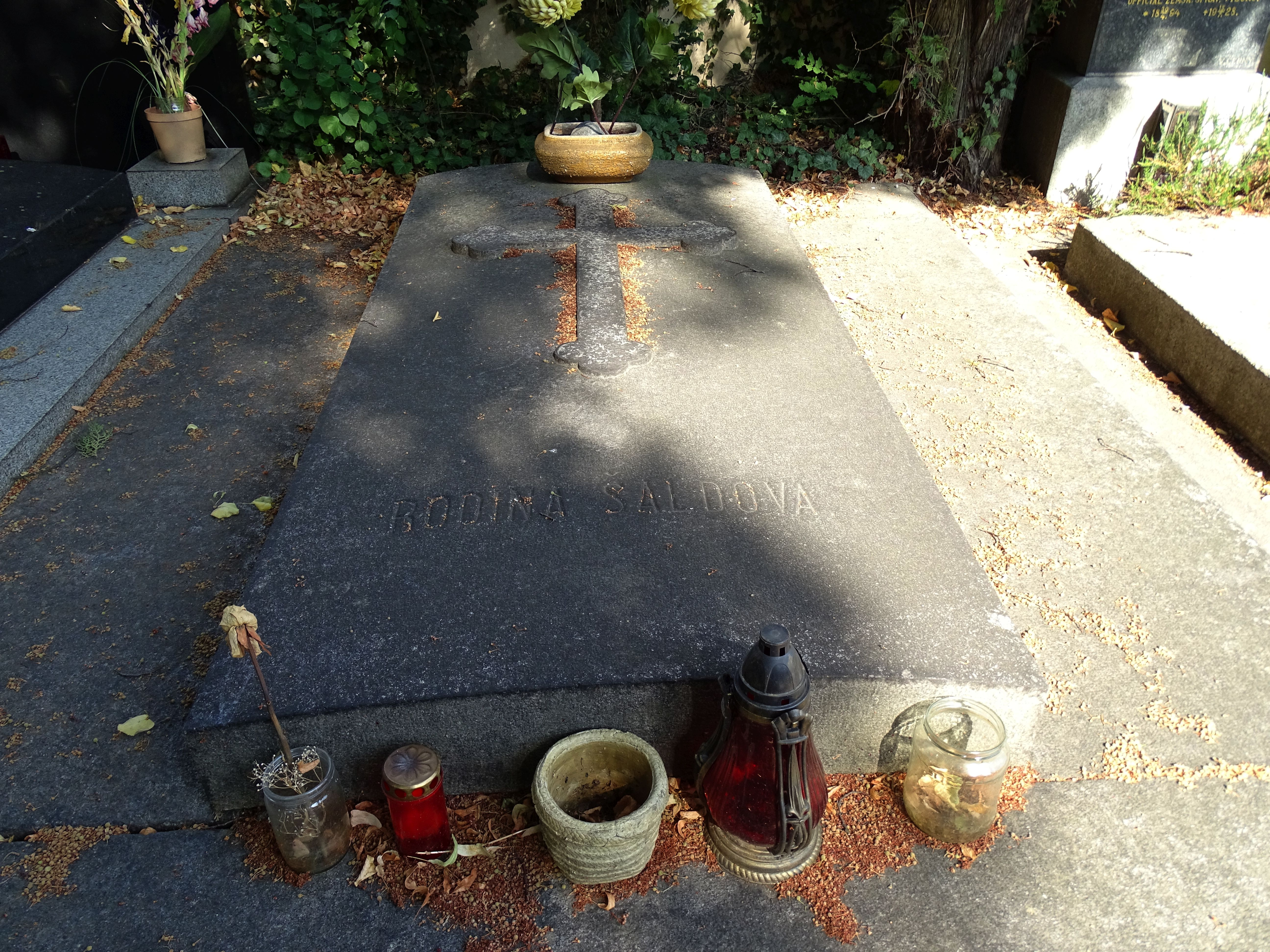
Hrob rodiny Šaldovy a také F. X. Šaldy v Praze-Hostivaři

### Beletrie
- Analysa (1891) – povídka
- Život ironický a jiné povídky (1912) – soubor povídek
- Loutky i dělníci boží (1918) – román milostný o dvou dílech.[11]

- Zástupové (1921) – drama
- Strom bolesti (1921) – básnická sbírka
- Dítě (1923) – drama (roku 1973 zfilmováno, režie: Anna Procházková)
- Tažení proti smrti (1926) – komedie o třech aktech.[12]
- Dřevoryty staré a nové (1935) – soubor povídek

### Literární věda (eseje, úvahy)
- Boje o zítřek (1905) – v tomto díle shrnul své názory na literární kritiku. Ta má být literární tvorbě inspirací, proto musí být založena na pochybnosti a zároveň na hledání i kladných stránek díla.
  1. Žádal novou tvarovou řeč.
  2. Kritik musí mít osobní a prožitý poměr k umění.
  3. Musí být vnímavý, citlivý a senzitivní (prožívá pocity).
  4. Kritiku považoval za druh umění.
  5. Kritik musí být schopen přebásnit dílo a přenést ho ve vyšší duchovnější typ.
  6. Musí mít nejen soucit, ale i odvahu a chuť nalézat pravdu.[13]
- Moderní literatura česká (1909) [14]
- Vědecká kritika (1896) – překlad díla stěžejního Emila Hennequina (francouzský pozitivista)
- Duše a dílo (1913) – problematika romantismu v poezii, hledá duchovní podstatu básníkovy tvorby. Ocenil zde Rousseaua, Máchu a Němcovou.
- Antonín Sova (1924)
- Juvenilie: stati, články a recense z let 1891-1899 (1925) [15]
- O nejmladší poezii české (1928)
- Básnická osobnost Dantova (1921)
- Mácha snivec a buřič (1936)
- Básnický typ Jiřího Wolkra
- O poetismu (1927)
- Dva představitelé poetismu
- Nová proletářská poezie
- O tzv. nesmrtelnosti díla básnického (1928)
- O nejmladší poezii české (1928)
- Krásná literatura česká v prvém desetiletí republiky (1930)
- Jean Arthur Rimbaud, božský rošťák, obsáhlá studie (1930)
- O naší moderní kultuře divadelně dramatické (1937) [16]
- Kritické glosy k nové poezii české (1939) – posmrtně
- Výbor z kritické prózy (1939) [17]
- Přátelství z konce století: vzájemná korespondence F.X. Šaldy se Zdenkou Braunerovou (1939) [18]
- Syntetism v novém umění – první kritická stať; literatura má být živoucí, díla mají zachycovat vše v pohybu
- Listy o poesii a kritice: vzájemné dopisy F.X. Šaldy a F. Chudoby (1945)

### Citáty
„Miluji, můj ubohý příteli –

a svět má náhle smysl,

život má náhle smysl,

i smrt bude míti smysl…“
„Podivná věc, není u nás strany politické, sebenepatrnější, která by měla ve svém programu antisemitismus, nenávist rasovou, a záští rasové; a bývá to často uváděno jako naše politické plus před jinými zeměmi… a naše republika platí ve střední Evropě za zemi přímo filosemitskou… Žije tedy ve skrytu duše našich lidí nenávist k Židům, která propukne v příhodnou chvíli a zatemní jinak případ jasný, jako že dvakrát dvě jsou čtyři? Co mne děsí je právě ta skrytost…“